# Kołbacz
Kołbacz (niem. Kolbatz) – osada w województwie zachodniopomorskim, w powiecie gryfińskim, w gminie Stare Czarnowo, nad Płonią, 3,5 km na zachód od Miedwia, 2 km na wschód od Wzgórz Bukowych. Według danych z 2006 zamieszkana przez 1400 osób. 
Komunikacyjnie miejscowość położona przy drodze wojewódzkiej nr 120 oraz 2 km na wschód od drogi wojewódzkiej nr 119 prowadzącej ze Szczecina (Płoni) do granicy województwa zachodniopomorskiego z lubuskim  Przystanek PKS.
W latach 1975–1998 miejscowość administracyjnie należała do województwa szczecińskiego.

## Historia

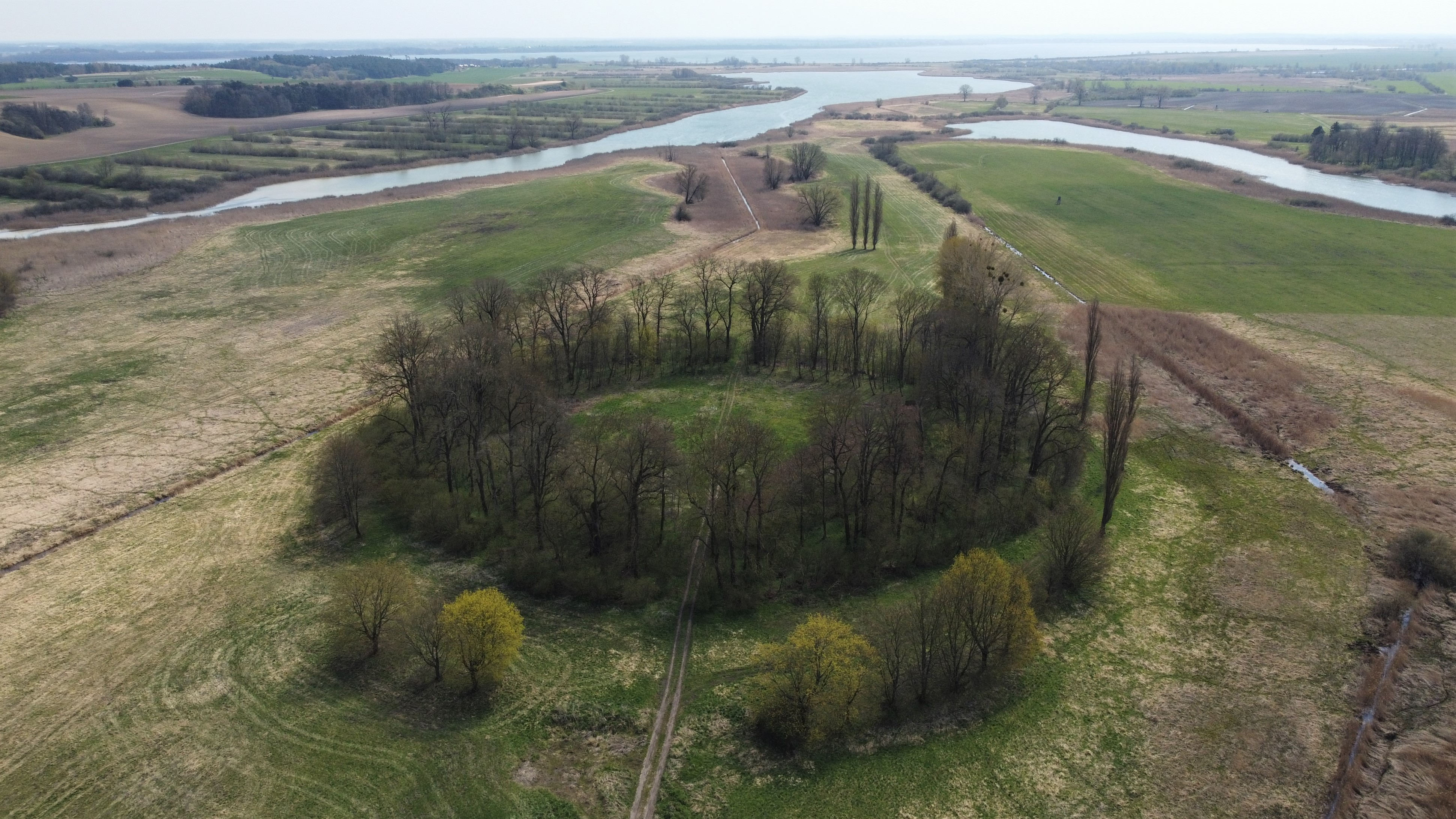
Grodzisko na południowy wschód od wsi

Najstarsze ślady osadnictwa Słowian na terenach obecnego Kołbacza datuje się na VII w. naszej ery. W średniowieczu istniał tutaj (około 1,5 km na południowy wschód od obecnej wsi) gród książęcy. Jest to jedna z możliwych lokalizacji pierwotnej siedziby pomorskiego książęcego rodu Gryfitów. W XII w. ziemie te należały do Warcisława II Świętoborzyca, kasztelana szczecińskiego, który w 1173 sprowadził w okolice grodu cystersów z duńskiego klasztoru w Esrum. Kołbacz stał się stolicą państwa zakonnego. W 1186 opat i dwunastu mnichów pojechało do Oliwy, aby tam założyć nowe opactwo. W kolejnych latach panowania zakonników na tych terenach sukcesywnie powiększały się ich dobra. Kołbacz był jednym z najważniejszych ośrodków politycznych księstwa pomorskiego, do którego często zjeżdżali książęta szczecińscy. W 1210 rozpoczęto budowę nowego kościoła, klasztoru i murów obronnych. Przeprowadzono wówczas prace melioracyjne o szerokim zasięgu, których celem było podniesienie poziomu lustra wody jeziora Miedwie. Wykopano stawy, wybudowano urządzenia przemysłowe i młyny. W kościele klasztornym zostało pochowanych wielu członków rodów Świętoborzyców i Gryfitów, niestety nie zachował się żaden nagrobek. Po reformacji w 1535 nastąpiła sekularyzacja dóbr kościelnych, klasztor został zlikwidowany, a jego dobra stały się domeną książąt, którzy przebudowali budynki klasztorne na zamek. W 1662 ostatecznie zakończył się okres świetności Kołbacza, stało się tak w wyniku ogromnego pożaru. Miejscowość nie odzyskała dawnego blasku, a w XVIII/XIX w. za panowania pruskiego rozebrano duże partie klasztoru.
Po II wojnie światowej w 1946 wieś została włączona administracyjnie do nowo powstałego województwa szczecińskiego. Powojenny rozwój wsi związany jest z założeniem tutaj Zakładu Doświadczalnego Instytutu Zootechniki z Krakowa. Część mieszkańców obecnego Kołbacza to właśnie pracownicy tego zakładu. W latach 1970–1976 wybudowano nowoczesny ośrodek rolniczy i uruchomiono na włoskiej licencji fermę trzody chlewnej i fermę bydła.

## Zabytki
- Opactwo cystersów:
  - Kościół, romańsko-gotycki, 1210-1347.
  - Dom Konwersów, gotycki, z 1300-40.
  - Dom Opata, gotycki, z 1. połowy XIV w.
- obiekty poza klasztorem:
  - Stodoła gotycka z XIV w. (70 m na północ od kościoła, po drugiej stronie głównej ulicy) – ceglany budynek gospodarczy, pierwotnie prawdopodobnie jako owczarnia, jedyny tego typu budynek na Pomorzu Zachodnim.
  - Wieża Więzienna, gotycka (na zachodnim brzegu Płoni, po północnej stronie głównej ulicy) – z cegły, ukończona w 1349, ocalały fragment dawnego obwarowania.
  - Pałac klasycystyczny (naprzeciw kościoła), z 2. polowy XVIII w., przebudowany w XX w., nakryty dachem naczółkowo-mansardowym, z klasycystyczną oficyną, obecnie siedziba dyrekcji Zakładu Doświadczalnego Instytutu Zootechniki Państwowego Instytutu Badawczego w Krakowie[5]. Przy pałacu ustawione głazy, m.in. pomnik przyrody Miedwieński Kamień (Czarci Głaz) o obwodzie 9,0 m i wysokości 2,2 m, z tablicą z 1973 upamiętniającą 800 lat Kołbacza, inny głaz o obwodzie 10,4 m i wysokości 1,55 m, z tablicą z 1985 z okazji 40. rocznicy powrotu Pomorza Zachodniego do Macierzy. Głazy zostały przywiezione z okolicznych pól.
  - Dwór klasycystyczny (po wschodniej stronie stodoły gotyckiej), z 2. polowy XVIII w., przebudowany w XX w.; do 1988 szkoła podstawowa, obecnie w ruinie
  - Grodzisko pierścieniowate z VIII-XI w. 0,9 km na południowy wschód, po wschodniej stronie Płoni, o czytelnych wałach i fosie
  - Grodzisko stożkowate z X-XIII w. (1,5 km na południowy wschód, na zachodnim brzegu Płoni), wał ziemny o wysokości 5–6 m, ślady cegieł[6].

Zabytki Kołbacza
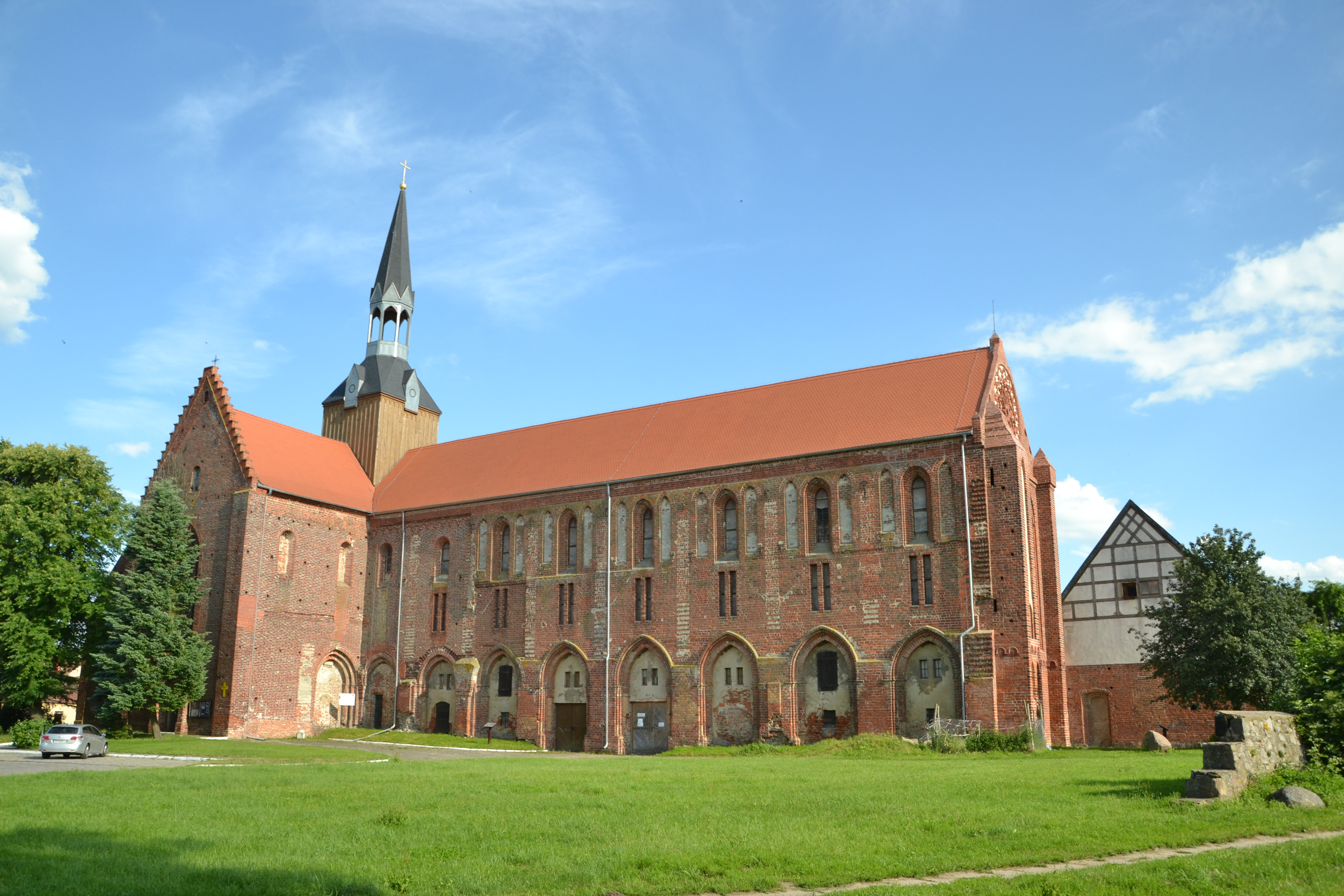
Kościół pocysterski
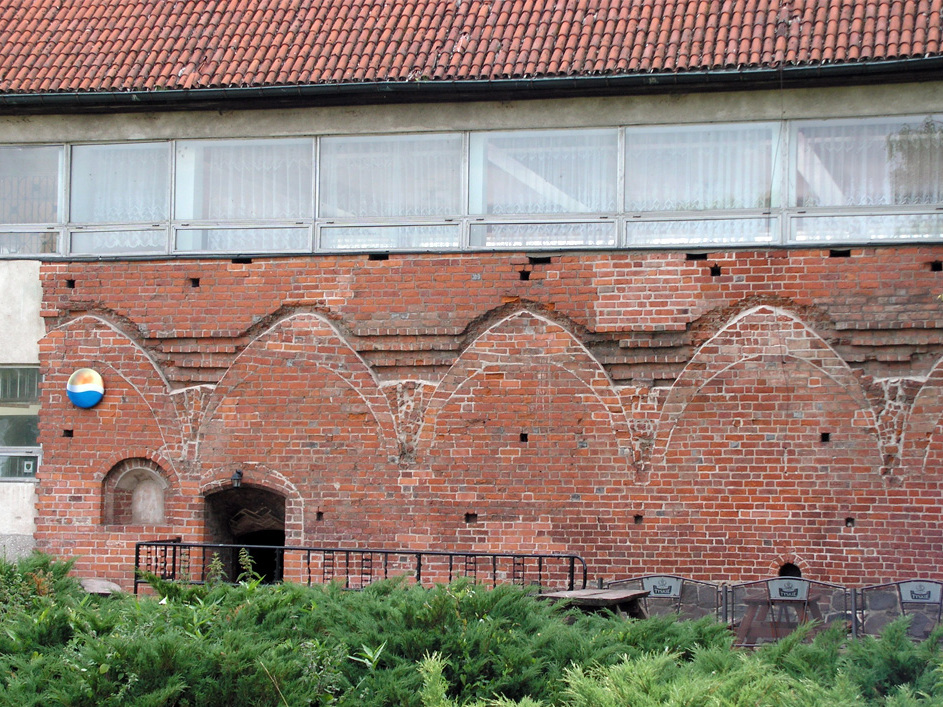
Dom Konwersów
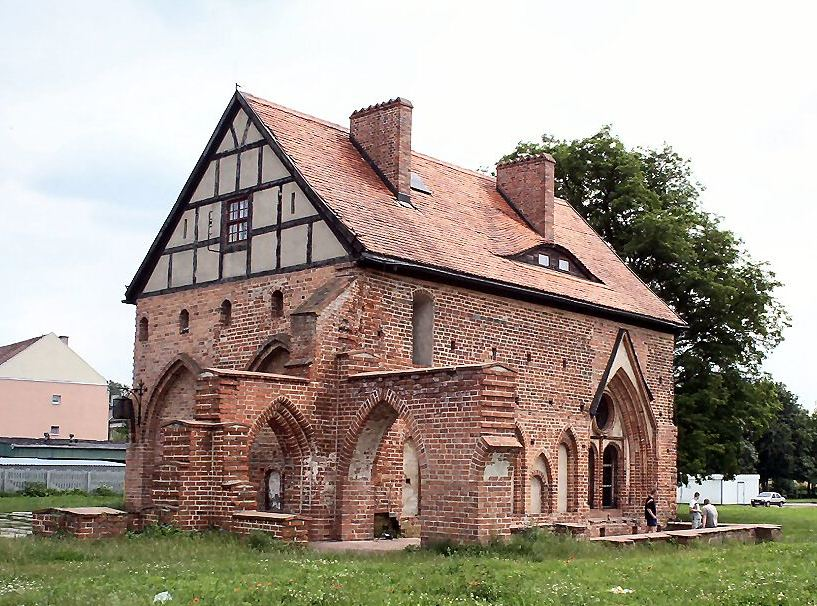
Dom Opata
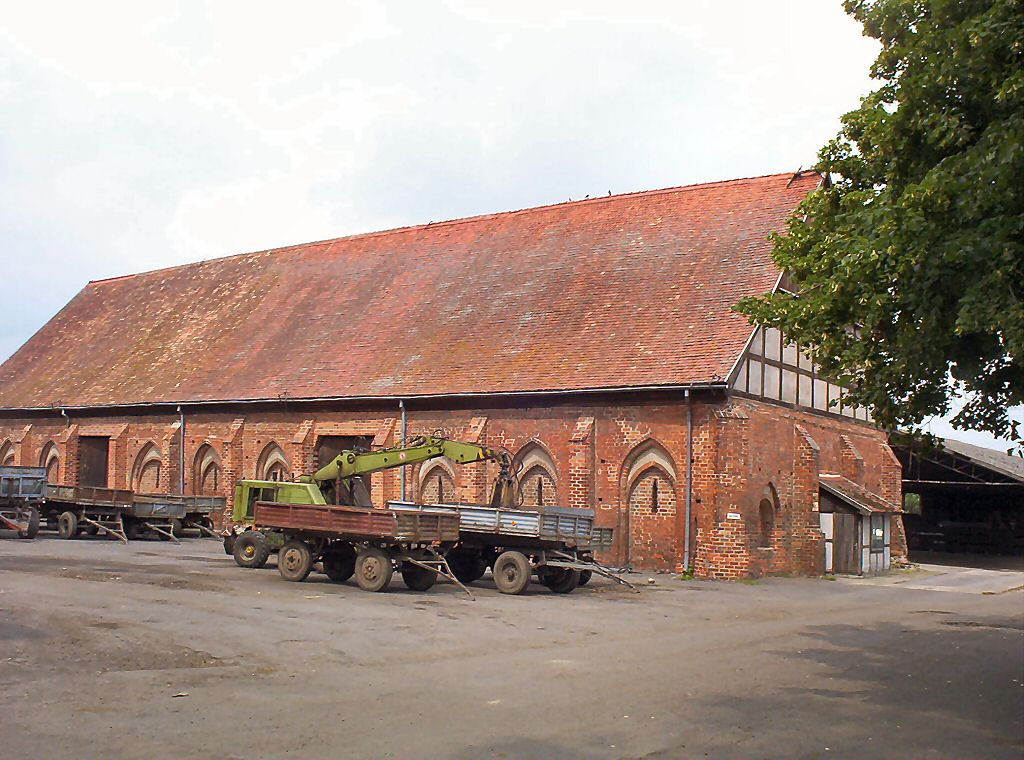
Stodoła gotycka
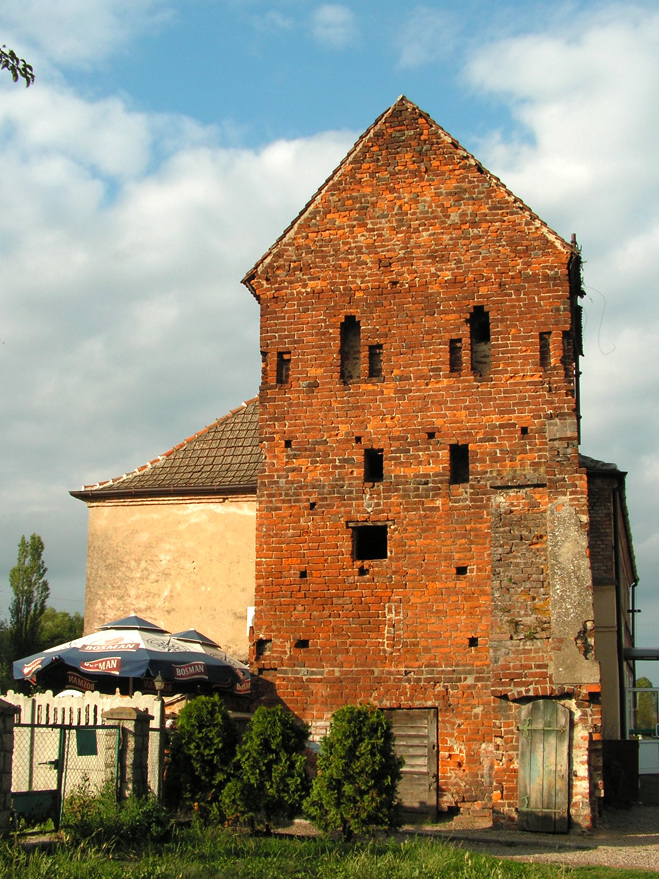
Wieża Więzienna
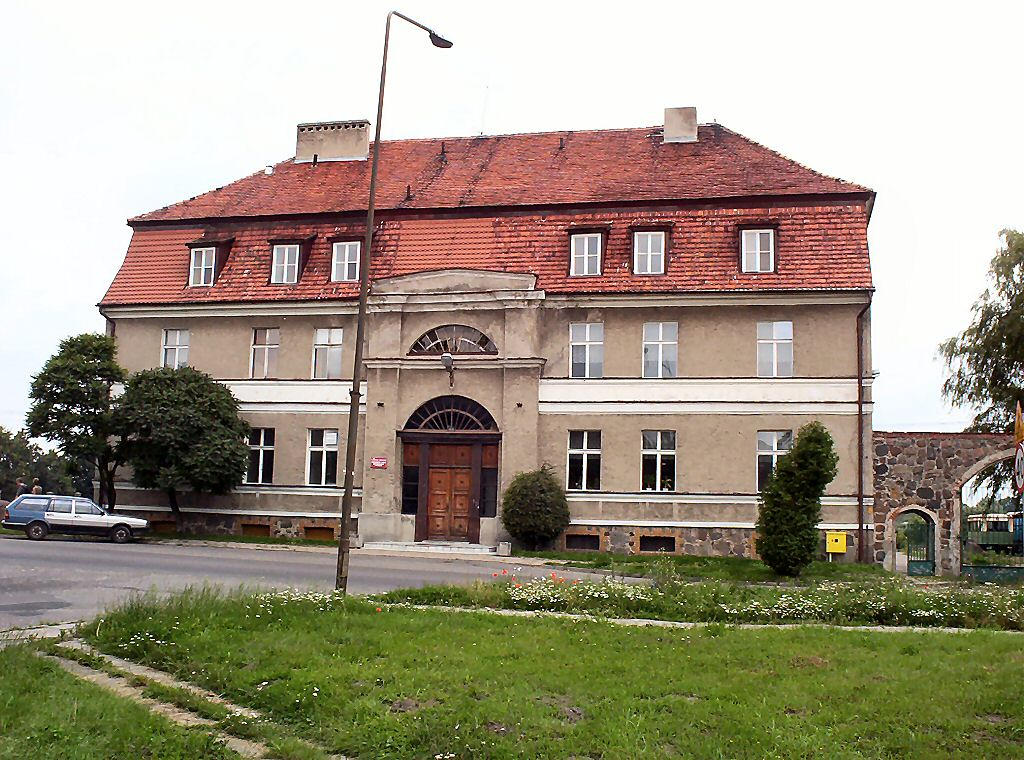
Pałac klasycystyczny
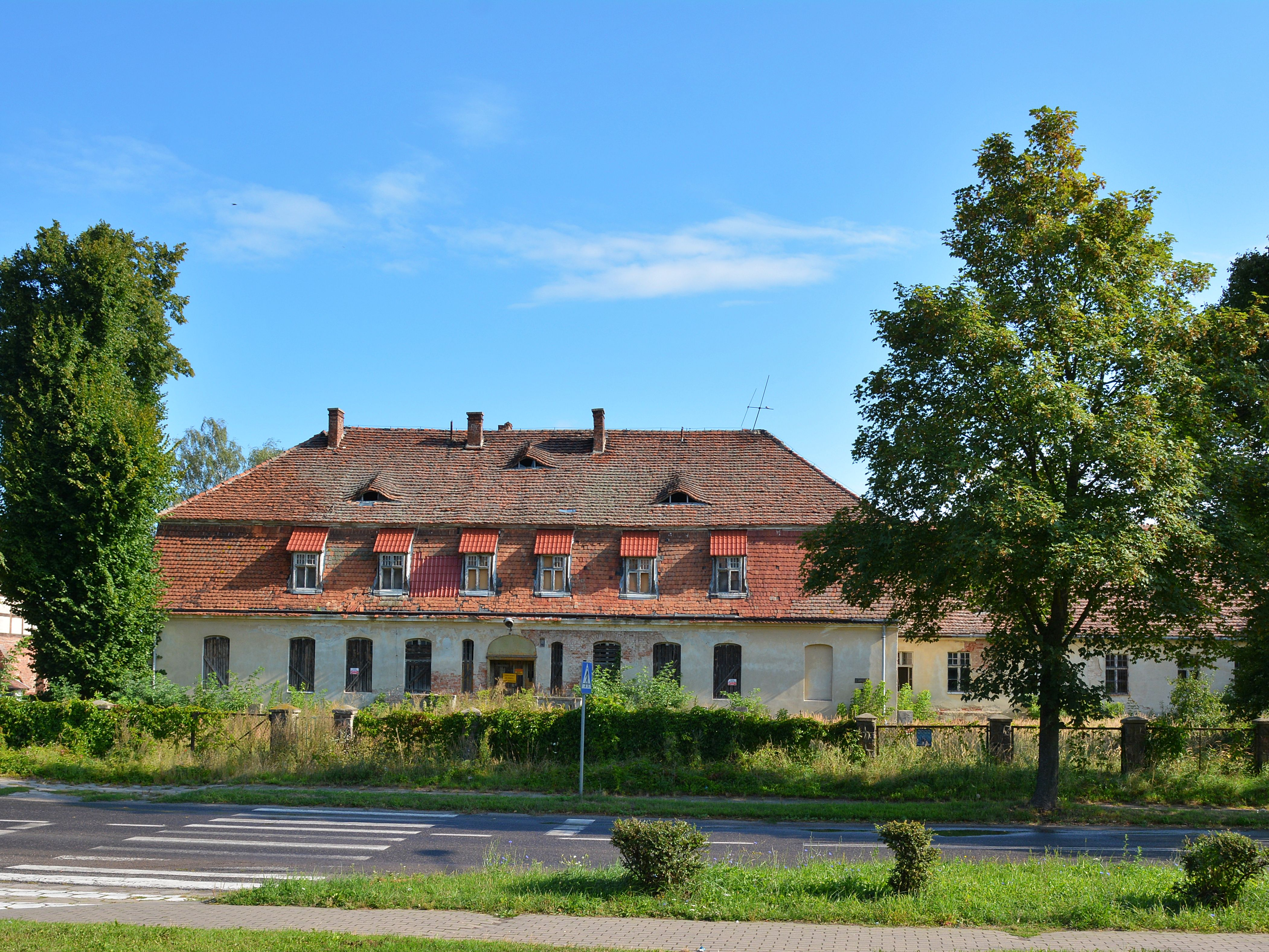
Dwór klasycystyczny

## IZ-PIB Zakład Doświadczalny w Kołbaczu

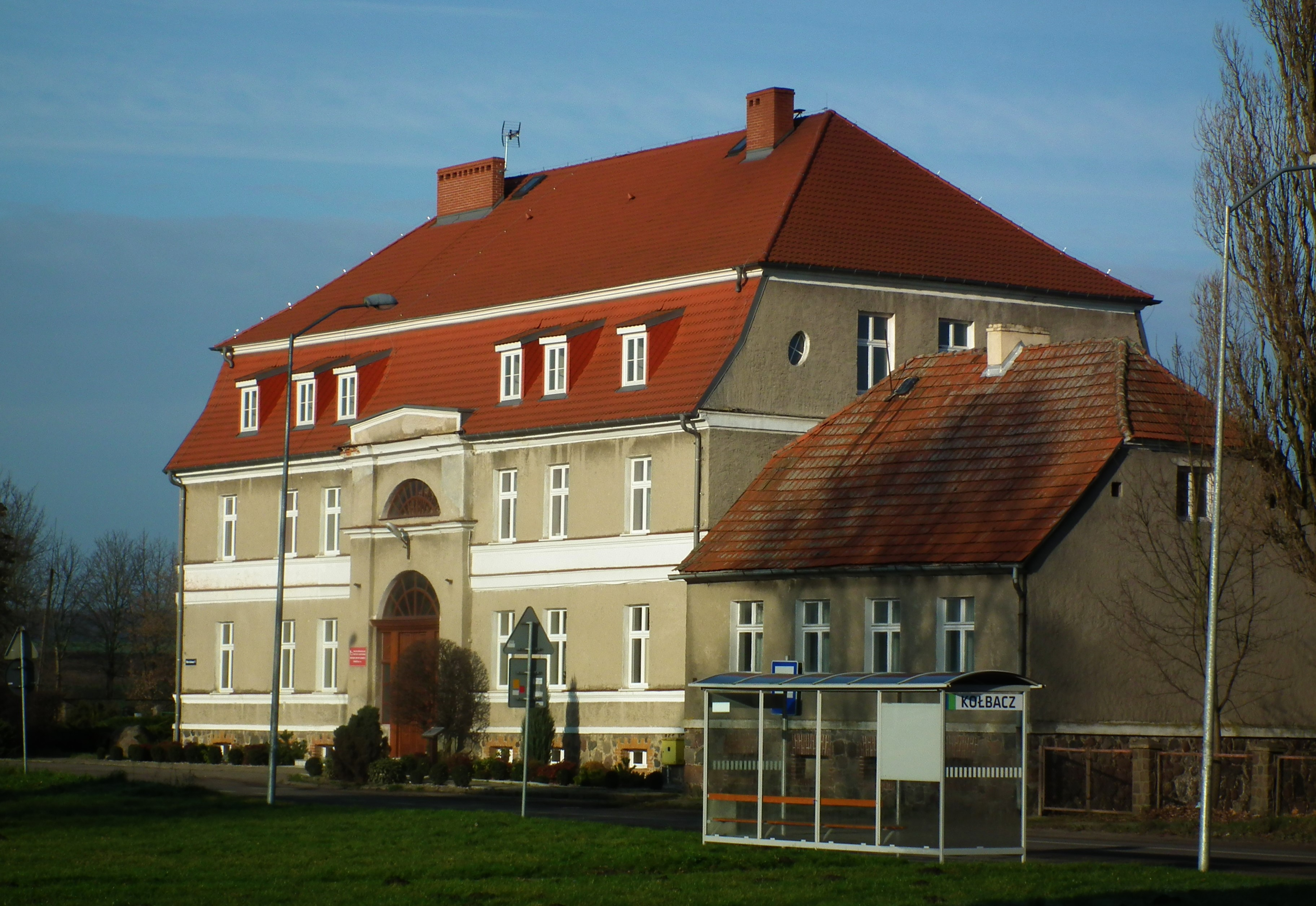
Dawny pałac w Kołbaczu, od 1950 siedziba Instytutu Zootechniki: PIB ZD Kołbacz

Instytut Zootechniki-Państwowy Instytut Badawczy z siedzibą w Krakowie – Zakład Doświadczalny w Kołbaczu, utworzony w 1950, zatrudnia (2009) 85 pracowników. Zakład prowadzi działalność naukowo-badawczą i produkcyjną. Gospodaruje na prawie 4,5 tys. ha gruntów ornych i użytków zielonych, specjalizując się w hodowli pszenicy wysokojakościowej, rzepaku, buraków cukrowych i zbóż paszowych oraz w produkcji mleka o rocznej sprzedaży 6 mln litrów.
Administracja:
Instytut Zootechniki-Państwowy Instytut Badawczy w Krakowie
Zakład Doświadczalny w Kołbaczu
74-106 Kołbacz ul. Warcisława 1

Oficjalna strona:
- Zakład Doświadczalny Instytutu Zootechniki Państwowego Instytutu Badawczego w Krakowie oddział w Kołbaczu

## Religia, oświata i kultura
- Kościół parafialny pw. Najświętszego Serca Pana Jezusa, poświęcony 20 października 1946, mieści się w prezbiterium i w transepcie dawnego kościoła opackiego cystersów. Pozostała część nawy głównej od XVII w. pełniła funkcję magazynu (obecnie część pomieszczeń wykorzystywana jest na cele wystawiennicze).

- Zespół Szkół w Kołbaczu, przy ul. Cystersów 9. Nowy budynek oddano do użytku w styczniu 1989. Szkoła posiada nowoczesną halę sportową, otwartą na rok szkolny 2009/2010.

- Filia Gminnej Biblioteki Publicznej w Starym Czarnowie w Domu Opata ul. Warcisława 8

- Dom Kultury w Domu Konwersów

- Galeria Cysterska w dawnym spichlerzu prowadzona przez Stowarzyszenie Spichlerz Sztuki, miejsce wystaw odbywających się m.in. w ramach corocznej imprezy pod nazwą Cienie Zapomnianych Kultur

## Sport i turystyka
- Klub piłkarski Gminny Ludowy Klub Sportowy Zootechnik Kołbacz założony w 1949, od 2002 roku pod nazwą Fagus Kołbacz[7]. W sezonie 2018/19 występował w rozgrywkach B klasa województwa zachodniopomorskiego,  grupa Szczecin III[8].
- Szlak im. Bolesława Czwójdzińskiego